# Merke
Merke (ryska: Мерке) är en ort i Kazakstan.   Den ligger i oblystet Zjambyl, i den sydöstra delen av landet, 900 km söder om huvudstaden Astana. Merke ligger 702 meter över havet och antalet invånare är 15 934.
Terrängen runt Merke är platt norrut, men söderut är den kuperad. Terrängen runt Merke sluttar norrut. Runt Merke är det glesbefolkat, med 10 invånare per kvadratkilometer. Merke är det största samhället i trakten. Runt Merke är det i huvudsak tätbebyggt.